# كاف الشويخ
كاف الشويخ يقع بين غرب الكاوة وشرق الزاوية القديمة بمدينة البيضاء في ليبيا.